# Discografie van Supertramp
Hieronder volgen diverse overzichten en hitnoteringen van de Engelse band Supertramp.

## Albums
| Album met eventuele hitnotering(en) in de Nederlandse Album Top 100 | Datum van verschijnen | Datum van binnenkomst | Hoogste positie | Aantal weken | Opmerkingen   |
| ------------------------------------------------------------------- | --------------------- | --------------------- | --------------- | ------------ | ------------- |
| Supertramp                                                          | 14-07-1970            | -                     |                 |              |               |
| Indelibly stamped                                                   | 1971                  | -                     |                 |              |               |
| Crime of the century                                                | 1974                  | 22-02-1975            | 33              | 5            |               |
| Crisis? What crisis?                                                | 1975                  | 06-12-1975            | 15              | 18           |               |
| Even in the quietest moments...                                     | 1977                  | 16-04-1977            | 1(2wk)          | 41           |               |
| Breakfast in America                                                | 29-03-1979            | 24-03-1979            | 1(6wk)          | 43           |               |
| Paris                                                               | 1980                  | 27-09-1980            | 2               | 27           | Livealbum     |
| "...Famous last words..."                                           | 1982                  | 06-11-1982            | 1(1wk)          | 16           |               |
| Brother where you bound                                             | 1985                  | 25-05-1985            | 3               | 17           |               |
| The autobiography of Supertramp                                     | 1986                  | -                     |                 |              | Verzamelalbum |
| Free as a bird                                                      | 1987                  | 24-10-1987            | 34              | 6            |               |
| Live '88                                                            | 1988                  | -                     |                 |              | Livealbum     |
| The very best of Supertramp                                         | 1989                  | 02-12-1989            | 1(9wk)          | 74           | Verzamelalbum |
| The very best of Supertramp 2                                       | 11-11-1992            | 28-11-1992            | 69              | 7            | Verzamelalbum |
| Some things never change                                            | 24-03-1997            | 29-03-1997            | 15              | 14           |               |
| It was the best of times                                            | 09-04-1999            | 01-05-1999            | 21              | 6            | Livealbum     |
| Is everybody listening?                                             | 06-11-2001            | -                     |                 |              | Livealbum     |
| Slow motion                                                         | 25-03-2002            | 06-04-2002            | 83              | 4            |               |
| Retrospectacle - The Supertramp anthology                           | 14-10-2005            | 20-10-2005            | 22              | 23           | Verzamelalbum |
| 70-10 Tour                                                          | 2010                  | -                     |                 |              | Livealbum     |

| Album met hitnotering(en) in de Vlaamse Ultratop 200 albums | Datum van verschijnen | Datum van binnenkomst | Hoogste positie | Aantal weken | Opmerkingen   |
| ----------------------------------------------------------- | --------------------- | --------------------- | --------------- | ------------ | ------------- |
| The very best of Supertramp                                 | 1989                  | 16-11-1996            | 34              | 5            | Verzamelalbum |
| Retrospectacle - The Supertramp anthology                   | 2005                  | 12-11-2005            | 39              | 8            | Verzamelalbum |

## Singles
| Single met eventuele hitnotering(en) in de Nederlandse Top 40 | Datum van verschijnen | Datum van binnenkomst | Hoogste positie | Aantal weken | Opmerkingen                                                                              |
| ------------------------------------------------------------- | --------------------- | --------------------- | --------------- | ------------ | ---------------------------------------------------------------------------------------- |
| Forever                                                       | 1971                  | -                     |                 |              |                                                                                          |
| Your poppa don't mind                                         | 1971                  | -                     |                 |              |                                                                                          |
| Land Ho                                                       | 1974                  | -                     |                 |              |                                                                                          |
| Dreamer                                                       | 1974                  | 09-11-1974            | tip2            | -            |                                                                                          |
| Bloody well right                                             | 1974                  | -                     |                 |              |                                                                                          |
| Lady                                                          | 1975                  | 06-12-1975            | tip4            | -            |                                                                                          |
| Sister moonshine                                              | 1976                  | -                     |                 |              |                                                                                          |
| Give a little bit                                             | 1977                  | 20-08-1977            | 2               | 15           | #2 in de Nationale Hitparade                                                             |
| Babaji                                                        | 1977                  | -                     |                 |              |                                                                                          |
| From now on                                                   | 1977                  | -                     |                 |              |                                                                                          |
| The logical song                                              | 1979                  | 31-03-1979            | 20              | 7            | #13 in de Nationale Hitparade / #18 in de TROS Top 50 / Veronica Alarmschijf Hilversum 3 |
| Breakfast in America                                          | 1979                  | 20-06-1979            | 16              | 8            | #14 in de Nationale Hitparade / #15 in de TROS Top 50                                    |
| Take the long way home                                        | 1979                  | -                     |                 |              |                                                                                          |
| Goodbye stranger                                              | 1979                  | 27-10-1979            | tip10           | -            | #41 in de Nationale Hitparade / #47 in de TROS Top 50                                    |
| Breakfast in America (Live version)                           | 1980                  | -                     |                 |              |                                                                                          |
| Take the long way home (Live version)                         | 1980                  | 27-09-1980            | tip7            | -            | #32 in de Nationale Hitparade / #41 in de TROS Top 50                                    |
| Dreamer (Live version)                                        | 1981                  | 21-02-1981            | 36              | 3            | #31 in de Nationale Hitparade / #32 in de TROS Top 50                                    |
| It's raining again                                            | 1982                  | 06-11-1982            | 6               | 8            | #6 in de Nationale Hitparade / #7 in de TROS Top 50 / Veronica Alarmschijf Hilversum 3   |
| Crazy                                                         | 1983                  | -                     |                 |              |                                                                                          |
| My kind of lady                                               | 1983                  | -                     |                 |              |                                                                                          |
| Cannonball                                                    | 1985                  | 22-06-1985            | 35              | 3            | #39 in de Nationale Hitparade / #34 in de TROS Top 50                                    |
| Still in love                                                 | 1985                  | -                     |                 |              |                                                                                          |
| Better days                                                   | 1985                  | -                     |                 |              |                                                                                          |
| I'm beggin' you                                               | 1987                  | -                     |                 |              |                                                                                          |
| Free as a bird                                                | 1987                  | 26-03-1988            | tip17           | -            | #95 in de Nationale Hitparade Top 100                                                    |
| School                                                        | 1990                  | 31-03-1990            | 33              | 3            | #27 in de Nationale Top 100                                                              |
| Give a little bit                                             | 1992                  | -                     |                 |              |                                                                                          |
| You win, I lose                                               | 1997                  | -                     |                 |              |                                                                                          |
| Listen to me please                                           | 1997                  | -                     |                 |              |                                                                                          |
| Live to love you                                              | 1997                  | -                     |                 |              |                                                                                          |
| Slow motion                                                   | 2002                  | -                     |                 |              |                                                                                          |
| Over you                                                      | 2002                  | -                     |                 |              |                                                                                          |

### NPO Radio 2 Top 2000
| Nummers met noteringen in de NPO Radio 2 Top 2000 | '99 | '00 | '01  | '02  | '03  | '04  | '05  | '06  | '07  | '08  | '09  | '10  | '11  | '12  | '13  | '14  | '15  | '16  | '17  | '18  | '19  | '20  | '21  | '22  | '23  | '24  |
| ------------------------------------------------- | --- | --- | ---- | ---- | ---- | ---- | ---- | ---- | ---- | ---- | ---- | ---- | ---- | ---- | ---- | ---- | ---- | ---- | ---- | ---- | ---- | ---- | ---- | ---- | ---- | ---- |
| Breakfast in America                              | 379 | 533 | 354  | 459  | 541  | 584  | 576  | 625  | 690  | 587  | 695  | 948  | 759  | 582  | 683  | 845  | 1002 | 1033 | 962  | 800  | 837  | 872  | 1013 | 944  | 954  | 943  |
| Cannonball                                        | -   | 880 | -    | -    | -    | -    | -    | -    | -    | -    | -    | -    | -    | -    | -    | -    | -    | -    | -    | -    | -    | -    | -    | -    | -    | -    |
| Crime of the Century                              | -   | -   | -    | -    | -    | -    | -    | -    | -    | -    | -    | -    | -    | -    | -    | -    | -    | -    | -    | 1031 | 948  | 962  | 1012 | 973  | 1012 | 992  |
| Dreamer                                           | 353 | 380 | 246  | 360  | 401  | 347  | 347  | 451  | 423  | 383  | 541  | 508  | 552  | 453  | 486  | 687  | 686  | 676  | 644  | 557  | 515  | 530  | 612  | 557  | 634  | 535  |
| Fool's Overture                                   | -   | -   | 1916 | -    | -    | 180  | 141  | 133  | 139  | 174  | 107  | 98   | 101  | 64   | 70   | 72   | 69   | 95   | 84   | 92   | 71   | 75   | 71   | 65   | 70   | 51   |
| Give a Little Bit                                 | 250 | 217 | 229  | 354  | 409  | 529  | 453  | 572  | 577  | 489  | 860  | 805  | 875  | 719  | 746  | 1008 | 1066 | 1088 | 1052 | 863  | 812  | 703  | 813  | 884  | 944  | 794  |
| Goodbye Stranger                                  | -   | -   | -    | -    | 1241 | 1392 | 1180 | 1364 | 1418 | 1421 | 1593 | 1469 | 1528 | 1399 | 1252 | 1533 | 1692 | 1784 | 1579 | 1355 | 1197 | 1108 | 1100 | 982  | 1141 | 926  |
| Hide in Your Shell                                | -   | -   | -    | -    | -    | -    | 1308 | 966  | 843  | 1399 | 914  | 976  | 1076 | 849  | 887  | 931  | 988  | 1313 | 1328 | 1434 | 1453 | 1754 | 1673 | 1649 | 1676 | 1614 |
| It's Raining Again                                | -   | 957 | 1085 | 1037 | 920  | 1428 | 1173 | 1449 | 1440 | 1294 | 1904 | 1708 | 1677 | 1828 | 1890 | -    | -    | -    | -    | -    | 1771 | 1866 | 1972 | 1887 | 1893 | -    |
| Rudy                                              | -   | 960 | -    | -    | -    | -    | -    | 1530 | -    | -    | 1760 | -    | 1901 | 1646 | 1816 | -    | -    | -    | -    | -    | -    | -    | -    | -    | -    | -    |
| School                                            | 26  | 17  | 16   | 14   | 21   | 34   | 37   | 36   | 52   | 33   | 46   | 44   | 37   | 35   | 37   | 41   | 52   | 48   | 44   | 44   | 41   | 45   | 47   | 50   | 57   | 59   |
| Take the Long Way Home                            | -   | -   | -    | -    | -    | -    | -    | -    | 1115 | -    | 1041 | 1089 | 1115 | 1023 | 875  | 1075 | 1111 | 1228 | 1027 | 915  | 740  | 617  | 780  | 774  | 793  | 998  |
| The Logical Song                                  | 152 | 154 | 198  | 158  | 252  | 288  | 342  | 366  | 422  | 317  | 453  | 474  | 421  | 452  | 319  | 403  | 363  | 395  | 354  | 356  | 286  | 312  | 331  | 314  | 354  | 313  |

1. ↑  Een '-' betekent dat het nummer niet was genoteerd en een vetgedrukt getal geeft de hoogste notering van een nummer aan.

## Dvd's
| Dvd's met hitnoteringen in de Nederlandse Music Top 30 | Datum van verschijnen | Datum van binnenkomst | Hoogste positie | Aantal weken | Opmerkingen |
| ------------------------------------------------------ | --------------------- | --------------------- | --------------- | ------------ | ----------- |
| Live in Munich, Germany 1983                           | 2009                  | 31-10-2009            | 25              | 1            |             |
| Live in Paris '79                                      | 2012                  | 01-09-2012            | 1(6wk)          | 101          |             |
| Breakfast in America                                   | 2014                  | 09-08-2014            | 15              | 3            |             |
| Crime of the century                                   | 2015                  | 17-01-2015            | 26              | 1            |             |

## Bootlegs
- 1979 · From Lunch To Ecstasy (liveopname in Forum Inglewood, Californië, VS op 4 april 1979)

## Videografie
- 2002 · Supertramp – The Story So Far (live-dvd)
- 2004 · Inside Supertramp A Critical Review 1974–1978 (review)